# Myriande Heller
Myriande Heller, auch Irmgard Myriande Heller-Efthemes, (* 12. Dezember 1958) ist eine deutsche Bühnenbildnerin, Filmarchitektin und Kostümbildnerin. Ihr Hauptwohnsitz ist Berlin. Neben ihrer Tätigkeit als Bühnen- und Szenenbildnerin arbeitet sie als bildende Künstlerin und widmet sich in neuerer Zeit dem Thema „upcycling“.

## Leben und Wirken
Heller studierte Malerei, Grafik, Bühnenbild und Restauration an Akademien in Düsseldorf, Wien unter Prof. Erich Wonder und Nürnberg. Ihr Abschluss war Diplom und Mag. Art. Darüber hinaus studierte sie drei Semester lang Fremdsprachen an der FSS in Nürnberg. Es folgten diverse Praktika in den Bereichen Kostüm, Restauration, Fotografie und im Verlagswesen. 1987 begann sie ihre Tätigkeiten als Filmarchitekt-Assistentin.
Myriande Heller arbeitete für Produktionsfirmen wie Neue Constantin, Phoenix Filmproduktion, Janus Film, teamWorx, UFA, Studio Hamburg, Objektiv Film, Saxonia Media, Nostro Film, TV 60, Tele München, Aspekt Telefilm-Produktion, Frankfurter Filmproduktion, U5, Christian Wagner Filmproduktion, Thomas-Mauch-Filmproduktion, NDF, NFP, Neue Studio Film Wien u. a.
Ihre bisherige Auslandserfahrung machte sie in der Dominikanischen Republik, Namibia, Nepal, Tibet, England, Irland, Kreta, Österreich, Frankreich, Spanien, Ägypten, USA und Italien. Ihre Arbeitsfelder sind Oper, Schauspiel, Film und Fernsehproduktion.

## Ausbildung
Von 1977 bis 1979 studierte Myriande Heller an der Fremdsprachenschule Nürnberg (FSS Nürnberg) Spanisch, Englisch und Französisch. Danach schloss sie bis 1986 das Studium an den Akademien Düsseldorf, Nürnberg und Wien an. Sie studierte Freie Malerei, Grafik-Design, Kostümbild, Filmarchitektur und Bühnenbild. Sie schloss mit dem Magister of Arts und einem Diplom ab. 2011 und 2012 bildete sie sich im digitalen Mediendesign und in Sprachen weiter.

## Ausstellungen (Auswahl)
- Haus der Kunst in München
- Daimler-Benz in Berlin
- Rumänische Botschaft in Berlin
- Bonner Frauenmuseum
- Schloss Pommersfelden
- Marta Herford – Museum

## Auszeichnungen
Erster Preis im Fotowettbewerb Japan in Deutschland

## Film- und TV-Produktionen (Auswahl)
- 2015	Binny und der Geist, Serie, UFA-Fiction, Regie Andy Fetcher
- 2015 	Marie räumt auf, TV-Film, OPAL-Film, Regie Sebastian Gabler
- 2015 	Letzte Spur Berlin, Serie, Nova-Film, Regie Maris Pfeiffer
- 2014	Letzte Spur Berlin, Serie, Nova-Film, Regie Edzard Onneken
- 2014 	Gewinnerlos, TV-Film, FILMPOOL-Köln, Regie Patrick Winczewski
- 2014 	Schwägereltern, TV-Film, Ninetyminutes Film, Regie Hans Jörg Thun
- 2013	Ende der Geduld, Spielfilm, Claussen&Wöbke&Putz Filmproduktion, Regie Christian Wagner
- 2013	Doc meets Dorf, Serie, Team Worx Filmproduktion, Regie Franziska Meyer-Price
- 2012	Doc meets Dorf, Serie, Team Worx Filmproduktion, Regie Franziska Meyer-Price
- 2011	Tatort, Der traurige König, TV Reihe, Bavaria Film, Regie Thomas Stiller
- 2011	diverse Werbespots
- 2010	Lasko, 4 Folgen Serie, Action Concept, Regie Axel Sand und Franco Tocca
- 2010	Bei Entlassung Mord, TV-Film, Team Worx Film- und Fernsehproduktion, Regie Martin Eigler
- 2009	Genug ist nicht genug / Die Staatsfeindin, TV-Film, Team Worx Film und Fernsehproduktion, Regie Thomas Stiller
- 2009 	Anna Winter, 2x 90 Minuten TV Reihe, Team Worx Film- und Fernsehproduktion, Regie Th. Stiller/Elmar Fischer
- 2009 	Sie hat’s verdient, TV-Film, Team Worx Film- und Fernsehproduktion, Regie Thomas Stiller
- 2008	Unschuldig, TV-Serie, Pilot 12 Folgen Team Worx Film- und Fernsehproduktion
- 2008	Hoffnung für Kummerow, TV-Film, Saxonia Media, Regie Jan Ruzicka
- 2008	Wo die Liebe hinfällt, Team Worx Film und Fernsehproduktion, Regie Sven Bohse
- 2007/8	Unschuldig, Pilot und 12 Folgen/Serie, Team Worx Film- und Fernsehproduktion, Regie Philipp Kaddelbach, Thomas Stiller, Benjamin Quabec
- 2006	Zack, Comedy, verschiedene Folgen, Regie / Verschiedene / Biller und Voss Filmproduktion
- 2006	Kopfkino, Arthouse, Ma Filmproduktion
- 2006	Noch ein Wort und ich heirate Dich/Spätzünder, TV-Film, Janus Filmproduktion, Regie Wilhelm Engelhardt
- 2005	Berlin, Berlin, 12 Folgen, TV-Serie, Jan–Feb. 2005 Abwicklung Dark Ride, Thriller, Action Concept, Regie Axel Sand
- 2005	Meine Mutter tanzend, TV-Film, Regie Jan Ruzicka Zack, Comedy, Biller&Voss
- 2004	Berlin Berlin, TV-Serie, 12 Folgen, Regie Diverse
- 2004	Reif für die Insel, TV-Film, Provobis, Regie Jan Ruzicka
- 2003	Sein allerbestes Stück, TV-Film, Janus Filmproduktion, Regie
- 2003	Liebe Chinesisch, TV-Film, Studio Berlin Metropol Film, Regie Sibylle Tafel
- 2002	Körner und Köter, TV-Serie, Janus Filmproduktion, Regie Hans Werner
- 2002 	Baby Jane, TV-Film, Janus Filmproduktion, Regie Hans Werner
- 2002 	Wer hat Angst vorm schwarzen Mann, TV-Film / First Steps, Studio Berlin, Regie Pit Rampelt, Uljana Havemann, Lutz Weidlich, Oliver Elias
- 2002 	Tigeraugen sehen besser, TV-Film, Neue Filmproduktion TV, Regie Thomas Nennstiel
- 2001	Eva Blond, TV Reihe, Fontana TV, Regie Yorgo Papavassiliou
- 2001	Baruchs Schatten, TV-Film, Janus Film, Regie Yorgo Papavassiliou
- 2000	Der Puma, TV-Serie Pilot und 12 Folgen, Nostro Film, Regie Donny Yen, Michael Heiter
- 2000	Der Millionär und die Tänzerin, TV-Film, U5, Regie Donald Krämer
- 2000	Bella Block X, TV Reihe, Objektiv Film, Regie Sherry Horman
- 1999	Die Bodyguards / Die Agentur, TV-Serie Pilot, Aspekt Telefilm, Regie Jan Ruzicka
- 1999 	Maybe this time, TV-Film, Novamedia GmbH, Regie Christoph Schrewe
- 1999 	Heimliche Liebe, TV-Film, Janus Film Produktion, Regie Wolfgang Limmer
- 1999	Thekla Carola Wied Special, Trebitsch Film Produktion/Objektiv Film
- 1998	Holgi, der böseste Junge der Welt, Kinofilm/Fantasy, Regular Films, Regie Günther Knarr
- 1998	Der Schläfer, TV-Film, Janus Filmproduktion, Regie Hans Werner
- 1998	Polizeiruf, TV Reihe, Regie Marco Serafini
- 1997	Ballermann 6, Kinofilm, Neue Constantin Film, Regie Gernot Roll
- 1997 	Der Kinderhasser, TV-Film, Ufa Filmproduktion, Regie Maria Theresia Wagner
- 1997 	Ndangi, TV-Film, Rhewes Film, Regie Peter Wekwerth
- 1997 	Hallo Onkel Doc, TV-Serie/1 Folge, Rhewes Film, Regie Ilse Biberti
- 1996	Jagd nach CM 24, TV-Film, Journal Film, Regie Peter Ristau
- 1996 	Die Metzger, TV-Film, Regie Samir Al Jadin
- 1996 	Assignment Berlin, TV-Film, dt. amerikan. Coproduktion, Frankfurter Filmprod. Regie Tony Randal
- 1996 	Seitensprung in den Tod, TV-Film, NDF, Regie Gabriel Barilly
- 1995	Der Schönste Mann der Welt, TV-Film / Studiobau, ZDF, Regie Wolfgang B. Heine
- 1995 	Vier Urlauber und ein Baby, TV-Film, Phoenix Filmprod. Regie Dieter Kehler
- 1995 	Stadtgespräch, Kinofilm, Studio Hamburg, Regie Rainer Kaufmann
- 1995 	Girl Friends, Serie, Objektiv Film, Regie Christine Kabisch
- 1994	Transatlantis, Kinofilm, Wagner Filmproduktion, Regie Christian Wagner
- 1994	Vom Mörder und seiner Frau, TV-Film, Thomas Mauch Filmproduktion, Regie Christian Wagner
- 1994	Frank Elstner Spezial, 2 Folgen/Show, Studiobauten, Objektiv Film, Regie Frank Elstner
- 1994	Schmerz, TV-Film, WAF Filmproduktion, Regie verschiedene
- 1993	Des Lebens schönste Seiten, TV-Film, Thomas Mauch Filmproduktion, Regie Wolfgang B. Heine
- 1993	Die Botschafterin, Serie, Phoenix Film, Regie Peter Deutsch
- 1993	Liselotte Pulver Special, TV-Film, Regie Peter Deutsch
- 1992	Motzki, Serie, Studiobau, Regie Thomas Nennstiel
- 1992	Zwei Halbe sind noch lange Kein Ganzes, Serie/Pilot und 12 Folgen, CCC, Regie Walter Bannert
- 1991	Die Hand, TV-Film, Tele München, Regie Carlo Rola
- 1991	Mocca für den Tiger, TV-Film, Regie Thomas Nennstiel
- 1991	diverse Werbespots
- 1990	Regina auf den Stufen, Serie historisch, Pilot und 12 Folgen / Endphase und Abwicklung, TV 60, Ausstattung M. Heller/Architekt Ari Hantke, Regie Bernd Fischerauer,
- 1990	Schmerz, Kurzfilm, Regie Margarete Run
- 1990	A Wob, TV-Film historisch, Architekt Armand Strainchamps, Regie Andy Bausch
- 1989	Lauter nette Nachbarn, TV-Serie, Freigeländebau, Frankfurter Filmproduktion Regie Rolf 	Silber
- 1998	Regina auf den Stufen, Serie historisch, Pilot und 12 Folgen / Architekt Ari Hantke, TV 60, Regie Bernd Fischerauer
- 1988	Werbung (SPD, Aids Aufklärungskampagne, Jakobs Cafe, Impulse, Musikvideos)
- 1987	Wallers letzter Gang, Kinofilm, Wagner Filmproduktion, Regie Christian Wagner
- 1987 	Ende einer Vorstellung, TV-Film, Daniel Zuta Filmproduktion, Regie Annelie Runge
- 1987 	Durch Dick und Dünn, TV-Film, Studio Wien Film, Ausstattung M.Heller, Arch. Anna Prankl
- 1987	Schön war die Zeit die Zeit, Kinofilm, Waf Film, Ausstattung M. Heller, Architektin Anna Prankl Regie Leo Hiemer und Klaus Gietinger